# Leopold Langhammer
Leopold Langhammer (* 7. September 1891 in Wien; † 5. Juni 1975 ebenda) war Volksbildner, KZ-Häftling und wesentlich am Wiederaufbau der Volkshochschulen in Wien beteiligt.

## Leben und Wirken
Langhammer studierte an der Universität Wien Germanistik und Philosophie. 1916 erfolgte seine Promotion zum Dr. phil. Zwischen 1918 und 1938 war er Sekretär des Wiener Volksbildungsvereins und Verlagssekretär. In der Zwischenkriegszeit war Langhammer auch Werbeleiter der Wiener Landesorganisation der Vaterländischen Front, der 1933 von Engelbert Dollfuß gegründeten Nachfolgeorganisation der Christlichsozialen Partei. Als Leiter der Volkshochschule Leopoldstadt wurde er Förderer von Jean Améry, der Langhammer noch Jahrzehnte später als seinen „Mentor“ bezeichnete. Langhammer versuchte nach dem Zweiten Weltkrieg Jean Améry durch positive Gutachten nach Österreich zurückzuholen, wozu sich Améry aber nicht entschließen konnte.
Nach dem „Anschluss Österreichs“ an den NS-Staat wurde der „Arier“ Langhammer 1938/39 in dem Konzentrationslager Buchenwald interniert. Von seiner Funktion in der Volksbildung war er in der NS-Zeit bis 1945 suspendiert. Erinnerungen an diese Zeit enthält Langhammers lyrisches Werk „Die Gesänge von den kleinen Leuten“ (1946) oder das „Buchenwald-Lied“ (1959).
Von 1945 bis 1948 wurde er als Hauptreferent für Volksbildung der Stadt Wien eingesetzt. Dabei war er auch für Entnazifizierungsfragen zuständig. 1946/47 gründete Leopold Langhammer gemeinsam mit Karl Lugmayer und Gerda Matejka-Felden den Verein „Künstlerische Volkshochschule“; hier wurden sogenannte Meisterkurse für kunstbegabte Personen angeboten, die den Bewerbern danach  eine Ausbildung an der Kunstakademie ermöglichen sollten. Zwischen 1945 und 1961 unterrichtete Langhammer am Wiener Konservatorium und an der Akademie der bildenden Künste Literatur- und Musikgeschichte, Philosophie und Pädagogik. Zuletzt war er Hauptreferent der Wiener Volkshochschulen.
Langhammer gehörte seit 1948 dem KZ-Verband Wien als Präsidiumsmitglied an.

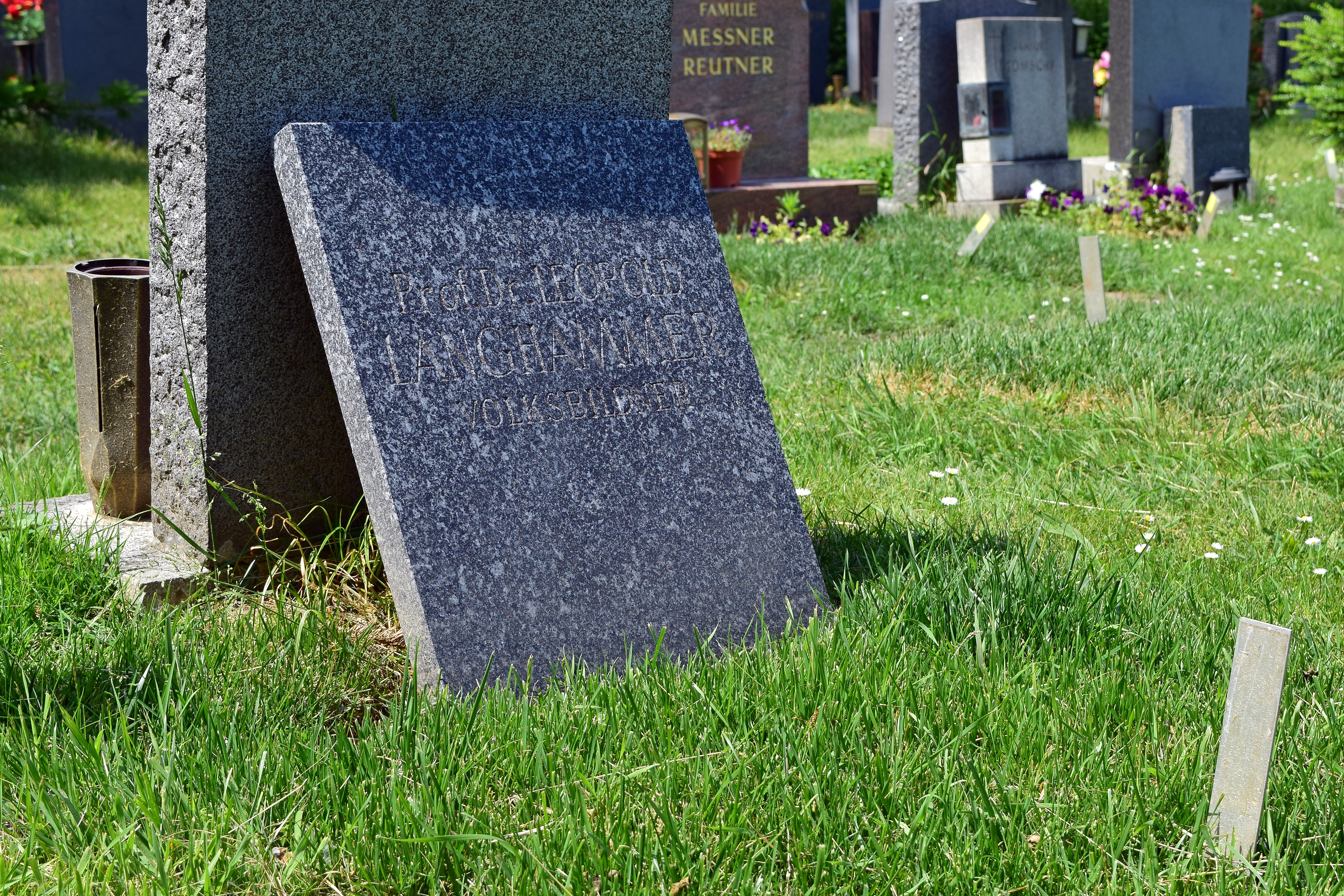
Ehrenhalber gewidmetes Grab am Urnenhain der Feuerhalle Simmering

Leopold Langhammer wurde in einem ehrenhalber gewidmeten Grab auf dem Friedhof der Feuerhalle Simmering (Abt. E16, Nr. 377) bestattet.

## Auszeichnungen / Ehrungen
- 1936: Österreichisches goldenes Verdienstzeichen[9]
- 1937: Silbernes Ehrenkreuz
- 1937: Goldenes Ehrenzeichen der Stadt Wien
- 1959: Preis der Stadt Wien für Volksbildung[10]
- Mitglied des österreichischen P.E.N.-Zentrums
- Verleihung des Berufstitels „Professor“ durch den Bundespräsident der Republik Österreich

## Ausgewählte Schriften
- Leopold Langhammer (Red.): Die Gesetzgebung in Österreich. Das Programm der V. F. Mitteilungsblatt der Vaterländischen Front. Wien. Nr. 1. Wien, April 1935.
- Leopold Langhammer (Red.): Zum 1. Mai. Vaterländische Front. Mitteilungsblatt der Vaterländischen Front, Wien. Nr. 2. Wien, Mai 1935.
- Leopold Langhammer: Die Gesänge von den kleinen Leuten. Titan Verlag, Wien 1946.
- Leopold Langhammer: Das Buchenwaldlied – drei dramatische Szenen.  Verlag des Bundesverbandes der Widerstandskämpfer und Opfer des Faschismus, Wien 1959.